# 上海航天科技城
上海航天科技城又名徐汇航天科技城、航天科技城，是位於中華人民共和國上海市徐汇区漕河泾开发区内的大型城市综合体建筑集群，由上海航天技术研究院、上实城开、宏伊集团共同投资，上海建工承包建设。

## 简介
项目地位于上海市徐汇区，东至桂林路、南至宜山路、西至苍梧路、北至钦江路，毗邻上海轨道交通9号线及上海轨道交通15号线双线地铁交汇的桂林路站。
项目总建筑面积59.53万平方米，包括约22万平方米科研办公（包含三栋建筑高度分别为150m/100m/60m的写字楼）、约10万平方米全景生活配套、约9万平方米长租公寓等建筑设施。

## 历史
2021年1月，项目全面启动建设。同年8月12日，上海建工集团股份有限公司中标上海徐汇航天科技城建设项目。
2023年11月26日，位于徐汇区的航天科技城项目首栋建筑主体结构封顶，项目主要地下结构已基本完成。